# Nikaragua na Letnich Igrzyskach Olimpijskich 2012
Nikaraguę na Letnich Igrzyskach Olimpijskich 2012, które odbyły się w Londynie, reprezentowało 6 zawodników.
Był to jedenasty start reprezentacji Nikaragui na letnich igrzyskach olimpijskich.

## Reprezentanci

### Boks
| Zawodnik    | Konkurencja | 1/8                     | Ćwierćfinały             | Półfinały        | Finał            | Finał   |
| Zawodnik    | Konkurencja | Przeciwnik Wynik        | Przeciwnik Wynik         | Przeciwnik Wynik | Przeciwnik Wynik | Pozycja |
| ----------- | ----------- | ----------------------- | ------------------------ | ---------------- | ---------------- | ------- |
| Osmar Bravo | półciężka   | Boško Drašković W 16–11 | Ołeksandr Hwozdyk P 6–18 | NQ               | NQ               | NQ      |

### Lekkoatletyka
Mężczyźni
| Zawodnik     | Konkurencja | Eliminacje | Eliminacje | Półfinał | Półfinał | Finał | Finał   |
| Zawodnik     | Konkurencja | Wynik      | Miejsce    | Wynik    | Miejsce  | Wynik | Miejsce |
| ------------ | ----------- | ---------- | ---------- | -------- | -------- | ----- | ------- |
| Edgar Cortés | 800 m       | 1:58,99    | 7.         | NQ       | NQ       | NQ    | NQ      |

Kobiety
| Zawodnik       | Konkurencja | Eliminacje | Eliminacje | Półfinał | Półfinał | Finał | Finał   |
| Zawodnik       | Konkurencja | Wynik      | Miejsce    | Wynik    | Miejsce  | Wynik | Miejsce |
| -------------- | ----------- | ---------- | ---------- | -------- | -------- | ----- | ------- |
| Ingrid Narváez | 400 m       | 59,55      | 6.         | NQ       | NQ       | NQ    | NQ      |

### Pływanie
Mężczyźni
| Zawodnik   | Konkurencja    | Eliminacje | Eliminacje | Półfinał | Półfinał | Finał | Finał   |
| Zawodnik   | Konkurencja    | Czas       | Miejsce    | Czas     | Miejsce  | Czas  | Miejsce |
| ---------- | -------------- | ---------- | ---------- | -------- | -------- | ----- | ------- |
| Omar Núñez | 100 m dowolnym | 57,11      | 51.        | NQ       | NQ       | NQ    | NQ      |

Kobiety
| Zawodnik     | Konkurencja      | Eliminacje | Eliminacje | Półfinał | Półfinał | Finał | Finał   |
| Zawodnik     | Konkurencja      | Czas       | Miejsce    | Czas     | Miejsce  | Czas  | Miejsce |
| ------------ | ---------------- | ---------- | ---------- | -------- | -------- | ----- | ------- |
| Dalia Torres | 100 m motylkowym | 1:05,32    | 39.        | NQ       | NQ       | NQ    | NQ      |

### Podnoszenie ciężarów
Kobiety
| Zawodnik        | Konkurencja | Rwanie | Rwanie  | Podrzut | Podrzut | Razem | Pozycja |
| Zawodnik        | Konkurencja | Wynik  | Pozycja | Wynik   | Pozycja | Razem | Pozycja |
| --------------- | ----------- | ------ | ------- | ------- | ------- | ----- | ------- |
| Lucía Castañeda | -63 kg      | 79     | 9.      | 97      | 10.     | 176   | 9.      |